# Saint-Dézéry
Saint-Dézéry là một xã ở tỉnh Gard. Xã này có diện tích 6,01 km², dân số năm 1999 là 251 người. Khu vực này có độ cao trung bình 70 mét trên mực nước biển.